# Óbidos, Pará
Óbidos là một đô thị thuộc bang Pará, Brasil. Đô thị này có diện tích 28021,29 km², dân số năm 2007 là 49582 người, mật độ 1,8 người/km².